# Káthikas
Káthikas (grec moderne : Κάθηκας) est un village chypriote situé dans le district de Paphos et comptant plus de 438 habitants.